# Lombard (Jura)
Lombard település Franciaországban, Jura megyében. Lakosainak száma 211 fő (2022. január 1.). Lombard Recanoz, Ruffey-sur-Seille, Vincent-Froideville és Arlay községekkel határos.

## Népesség
A település népességének változása:
| Lakosok száma | 132  | 125  | 148  | 163  | 185  | 210  | 211  | 215  | 214  | 211  |
|               | 1968 | 1982 | 1990 | 2006 | 2011 | 2016 | 2017 | 2019 | 2020 | 2022 |